# Odaxelagnia

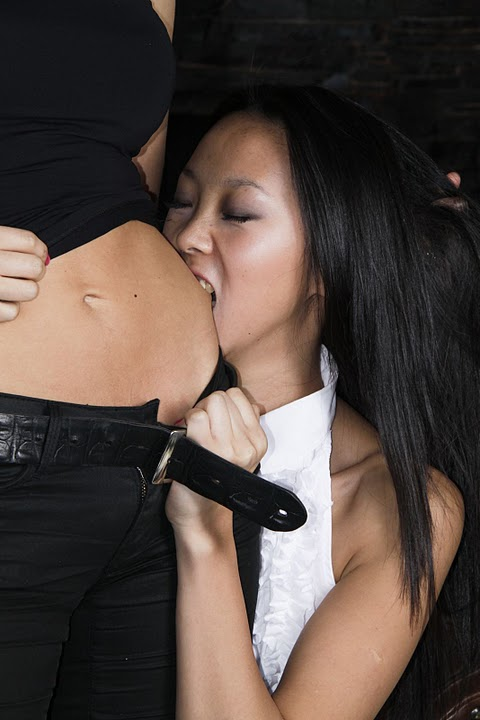
Eine Frau beißt den Bauch einer anderen Frau

Odaxelagnia (aus dem Griechischen, zusammengesetzt aus odáx, "mit den Zähnen" und lagneía, "Lust") ist eine Paraphilie, d.h.eine Sexualpräferenz bzw. ein Fetisch, bei welcher man durch beißen oder gebissen werden sexuell erregt wird. Odaxelagnia wird als leichte Form des Sadomasochismus klassifiziert. Die Bisse können mehr oder weniger intensiv sein und an verschiedenen Stellen des Körpers erfolgen, z. B. an Armen, Schultern, Händen und gelegentlich an den Genitalien. Odaxelagnia wird manchmal mit sexuellem Vampirismus in Verbindung gebracht, aber die meisten Formen des sexuellen Beißens sind nicht mit Blutvergießen verbunden. Alfred Kinsey erforschte Odaxelagnia, und berichtete, dass ca. die Hälfte aller Befragten schon einmal durch Beißen bzw. gebissen werden erregt worden waren.